# Municipio de Warrensburg
El municipio de Warrensburg (en inglés: Warrensburg Township) es un municipio ubicado en el condado de Johnson en el estado estadounidense de Misuri. En el año 2010 tenía una población de 23218 habitantes y una densidad poblacional de 137,47 personas por km².

## Geografía
El municipio de Warrensburg se encuentra ubicado en las coordenadas 38°45′12″N 93°44′18″O / 38.75333, -93.73833. Según la Oficina del Censo de los Estados Unidos, el municipio tiene una superficie total de 168.89 km², de la cual 168.09 km² corresponden a tierra firme y (0.48%) 0.8 km² es agua.

## Demografía
Según el censo de 2010, había 23218 personas residiendo en el municipio de Warrensburg. La densidad de población era de 137,47 hab./km². De los 23218 habitantes, el municipio de Warrensburg estaba compuesto por el 86.69% blancos, el 6.53% eran afroamericanos, el 0.53% eran amerindios, el 2.4% eran asiáticos, el 0.21% eran isleños del Pacífico, el 0.69% eran de otras razas y el 2.95% pertenecían a dos o más razas. Del total de la población el 2.99% eran hispanos o latinos de cualquier raza.